# Salle de sport

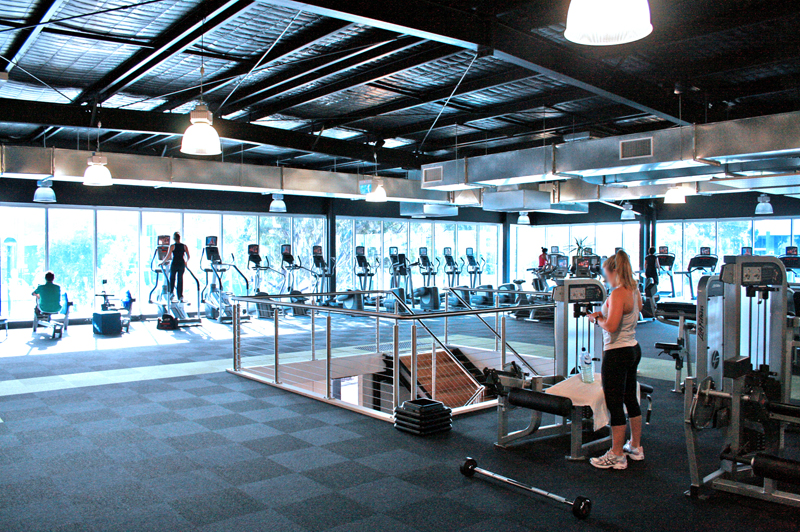
Espace gym d'un centre de remise en forme

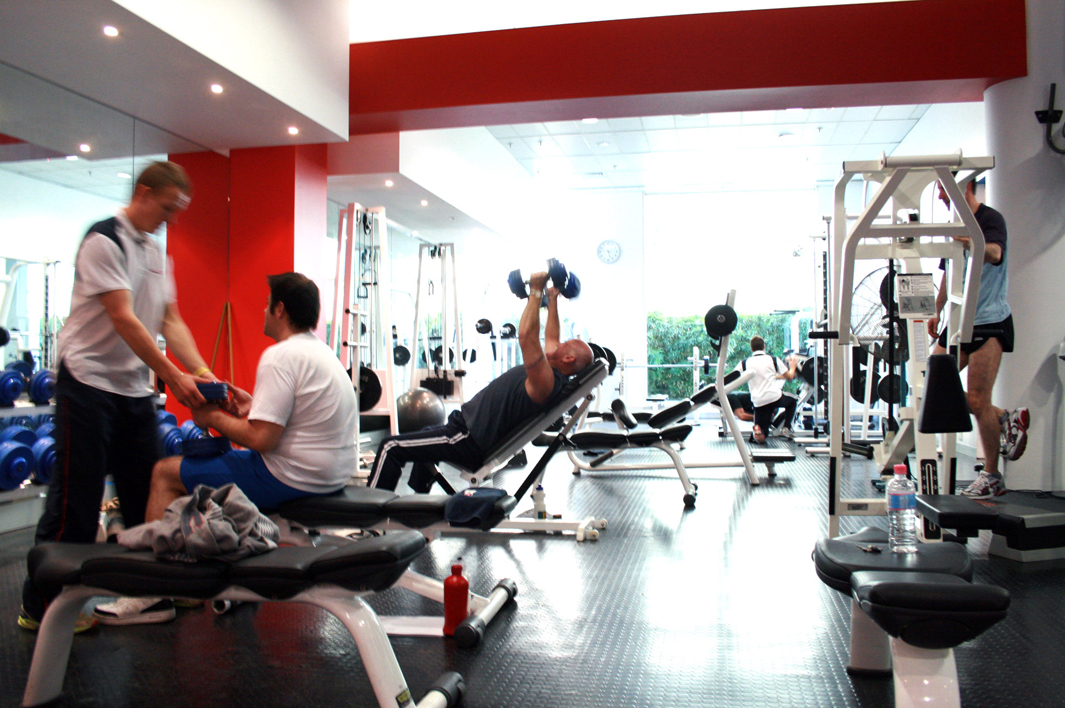
Espace de musculation

Une salle de sport  (aussi appelé centre de remise en forme, centre de fitness ou centre de gym) est un lieu où sont rassemblés des équipements permettant la pratique d'exercices d'activité physique.

## Histoire

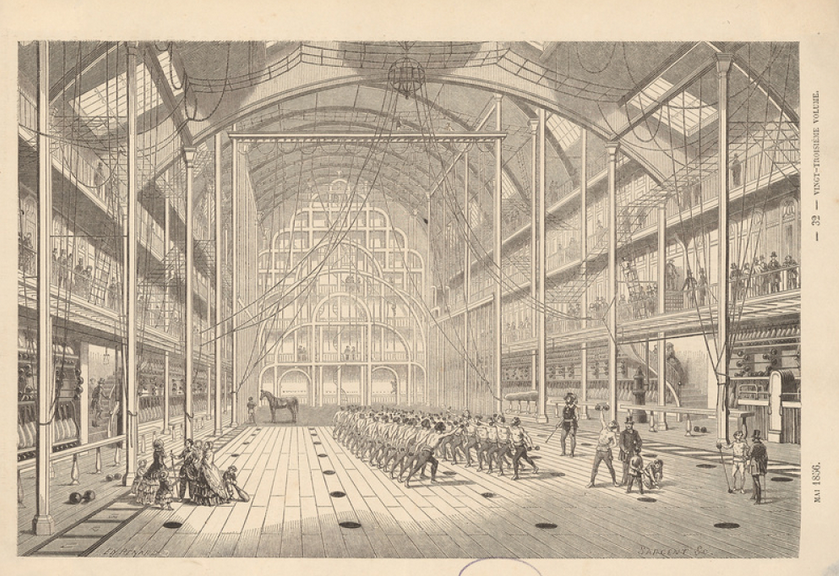
Le Gymnase Triat en mai 1856 (Musée des familles).

Vers 1849, un « gymnasium » est ouvert au public à Paris, au 55 de l'avenue Montaigne, par un certain Hippolyte Triat (1812-1881), espace dont il existe une représentation signée Édouard-Antoine Renard,.
La première salle de sport voit le jour en 1936 à Oakland aux États-Unis par Jack Lalanne, qui est considéré comme l'inventeur du fitness. D'autre salle de sport ouvrirons par la suite, comme le « health club »  à Santa Monica, en Californie, en 1947.

## Concept
Ces centres disposent généralement d'un espace de musculation, où on trouve des haltères, des barres à disques et des machines d'exercice physique, et d'un « espace cardio » dédié aux exercices d'aérobic, avec des ergomètres (tapis roulant, vélo d'intérieur, rameur, etc.). Certains centres offrent en plus l'accès à une piscine, à des cours de squash ou encore à des terrains de boxe.
Ils proposent souvent des cours collectifs conduits par un instructeur employé par le centre.

## Salles
De nombreuses salles de sport sont présentes sur le territoire français.
| Salles         | Création              | Nombre de salles | Commentaire                                                                |
| -------------- | --------------------- | ---------------- | -------------------------------------------------------------------------- |
| Basic-Fit      | 1984 (2014 en France) | 890              | Salle de sport à bas prix                                                  |
| L'Orange Bleue | 1996 (2004 en chaîne) | 380              | Met l'accent sur l’accompagnement, avec présence de coaches et ostéopathes |
| Fitness Park   | 2009                  | 340              | Avec un parc de machines de dernière génération                            |
| Keepcool       | 2002                  | 270              | Met l'accent sur une composante sociale et la présence de coaches          |
| On Air         | 2017                  | 70               | Sport, musique, design                                                     |
| EasyGym        | 2011 (2018 en France) | 20               | Volonté de rendre le sport facile d'accès                                  |
| Gigafit        | 2014                  | 100 (en 2021)    | Vivez le fitness en grand                                                  |
| Neoness        | 2008                  | 30               | Racheté par KeepCool en 2022                                               |